# Syria (albedo)
Syria és una característica d'albedo a la superfície de Mart, localitzada amb el sistema de coordenades planetocèntriques a -19.78 ° latitud N i 260 ° longitud E. El nom va ser aprovat per la UAI l'any 1958 i fa referència a Síria, en la cultura clàssica, el nom indicava una àrea més gran que l'actual, incloent el Líban i una part de l'Iraq.